# مادة محلية
المواد المحلّية (أو المحلّيات) هي أي مضافات غذائية تساهم في إضافة مذاق الحلاوة إلى الطعام أو الشراب، إما لاحتوائها على نوع من أنواع السكر، أو بسبب احتوائها على بديل السكر. هناك العديد من المحلّيات المتوفرة تجارياً، والبعض منها طبيعي المنشأ والآخر اصطناعي.